# Indice di Apgar

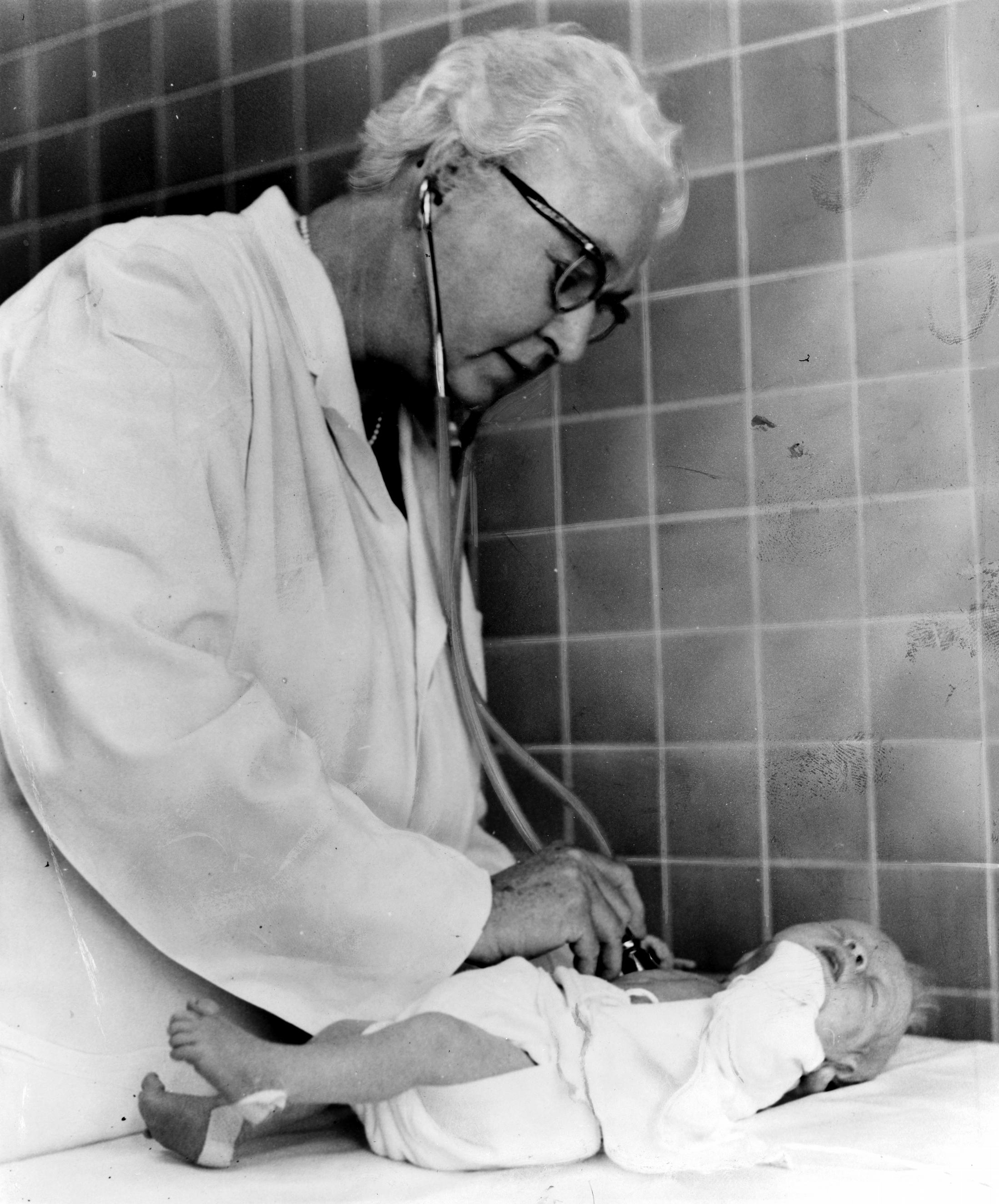
Virginia Apgar

L'indice di Apgar prende il nome da Virginia Apgar, un'anestesista statunitense che lo ideò nel 1952, ed è il risultato derivante da alcuni controlli effettuati immediatamente dopo il parto e, in modo molto rapido, finalizzati a valutare l'adattamento del neonato alla vita extrauterina, ovvero la vitalità e l'efficienza delle funzioni vitali primarie.

## Parametri
L'indice di Apgar si basa su cinque parametri di base ai quali si assegna un punteggio da zero a due; il valore massimo dell'indice è quindi 10.
|                                              | 0 punti             | 1 punto              | 2 punti                        |
| -------------------------------------------- | ------------------- | -------------------- | ------------------------------ |
| Frequenza cardiaca                           | assente             | < 100 bpm            | > 100 bpm                      |
| Respirazione                                 | assente             | debole o irregolare  | vigorosa con pianto            |
| Tono Muscolare                               | assente (atonia)    | flessione accennata  | movimenti attivi               |
| Riflessi (risposta al catetere nasofaringeo) | assenti             | scarsi               | starnuto, pianto vivace, tosse |
| Colore della pelle                           | cianotico o pallido | estremità cianotiche | normale                        |

I parametri considerati sono i seguenti:
- Frequenza cardiaca ~ Questo è tra tutti il parametro più importante per la diagnosi e la prognosi. Una frequenza cardiaca compresa tra 100 e 140 è considerata buona e corrisponde a un punteggio di 2, una frequenza al di sotto di 100 riceve 1 punto, e il punteggio è 0 se non può essere visto, sentito o ascoltato alcun battito. La palpazione eseguita due dita sopra l'ombelico è il metodo più efficace per determinare la frequenza cardiaca velocemente.
- Attività respiratoria ~ Un bambino che è in apnea a 60 secondi dalla nascita riceve 0 punti, mentre uno che respira e piange abbondantemente riceve 2 punti. Tutti gli altri tipi di attività respiratioria [...] ricevono 1 punto.
- Riflessi ~ Questo termine si riferisce alla risposta ad alcune forme di stimolazione. Il metodo più usato per testare i riflessi è l'aspirazione dall'orofaringe e dalle narici mediante un catetere soffice che causa una contrazione dei muscoli mimici, uno starnuto o la tosse.
- Tono muscolare ~ Questo è un parametro facile da giudicare: un bambino completamente flaccido riceve un punteggio pari a 0, e uno con un buon tono e una flessione spontanea di braccia e gambe [...] riceve 2 punti.
- Colorito ~ Questo è senz'altro il segno più difficile da valutare perché differisce da osservatore a osservatore: tutti i bambini alla nascita sono ovviamente cianotici a causa della difficoltà respiratoria durante il passaggio dal canale del parto e la relativa bassa saturazione di ossigeno nel loro organismo. La sparizione di tale cianosi dipende direttamente da due parametri considerati in precedenza, l'attività respiratoria e la frequenza cardiaca. [...] Un punteggio pari a 2 viene dato solo a quei neonati che si presentano completamente rosei."[1]

Il test viene effettuato a 1, 5 e 10 minuti di vita del neonato ma va ripetuto anche oltre, fino a stabilizzazione, se necessario.
I neonati con punteggio alla nascita inferiore a 4 sono gravemente depressi e necessitano di intervento medico immediato, quelli con punteggio fra 4 e 6 sono moderatamente "a rischio", bisognosi di assistenza, vigilanza e ripetizione del test ogni 5 minuti, i neonati con punteggio fra il 7 e il 10 sono considerati normali.
Il pediatra Joseph Butterfield utilizzò le lettere del cognome APGAR per creare un acronimo inverso che facesse memorizzare meglio agli studenti i cinque punti da analizzare:
- A → Appearence (colorito)
- P → Pulse (frequenza cardiaca)
- G → Grimace (riflessi)
- A → Activity (tono muscolare)
- R → Respiratory effort (attività respiratoria)

Tale acronimo fu poi pubblicato nel 1963 sul Journal of the American Medical Association (JAMA).